# Ministrowie spraw zagranicznych Prus
Lista ministrów spraw zagranicznych Prus:

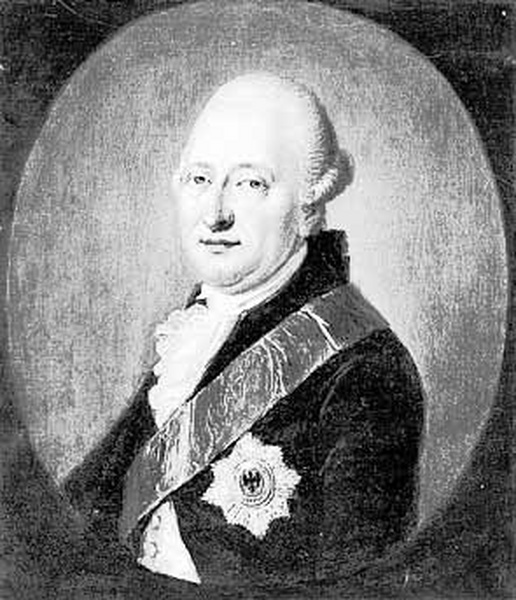
Ewald Friedrich von Hertzberg
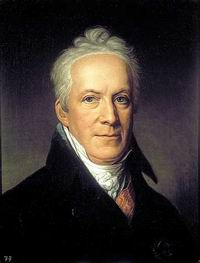
Karl August von Hardenberg
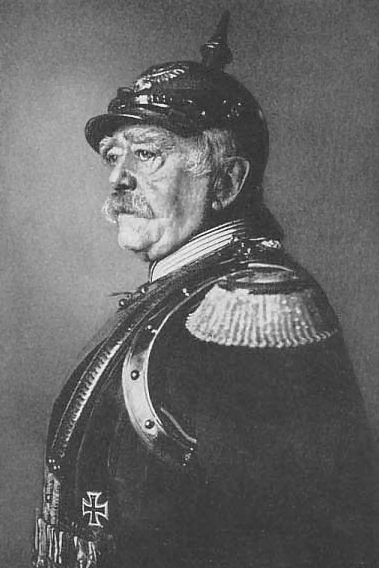
Otto von Bismarck
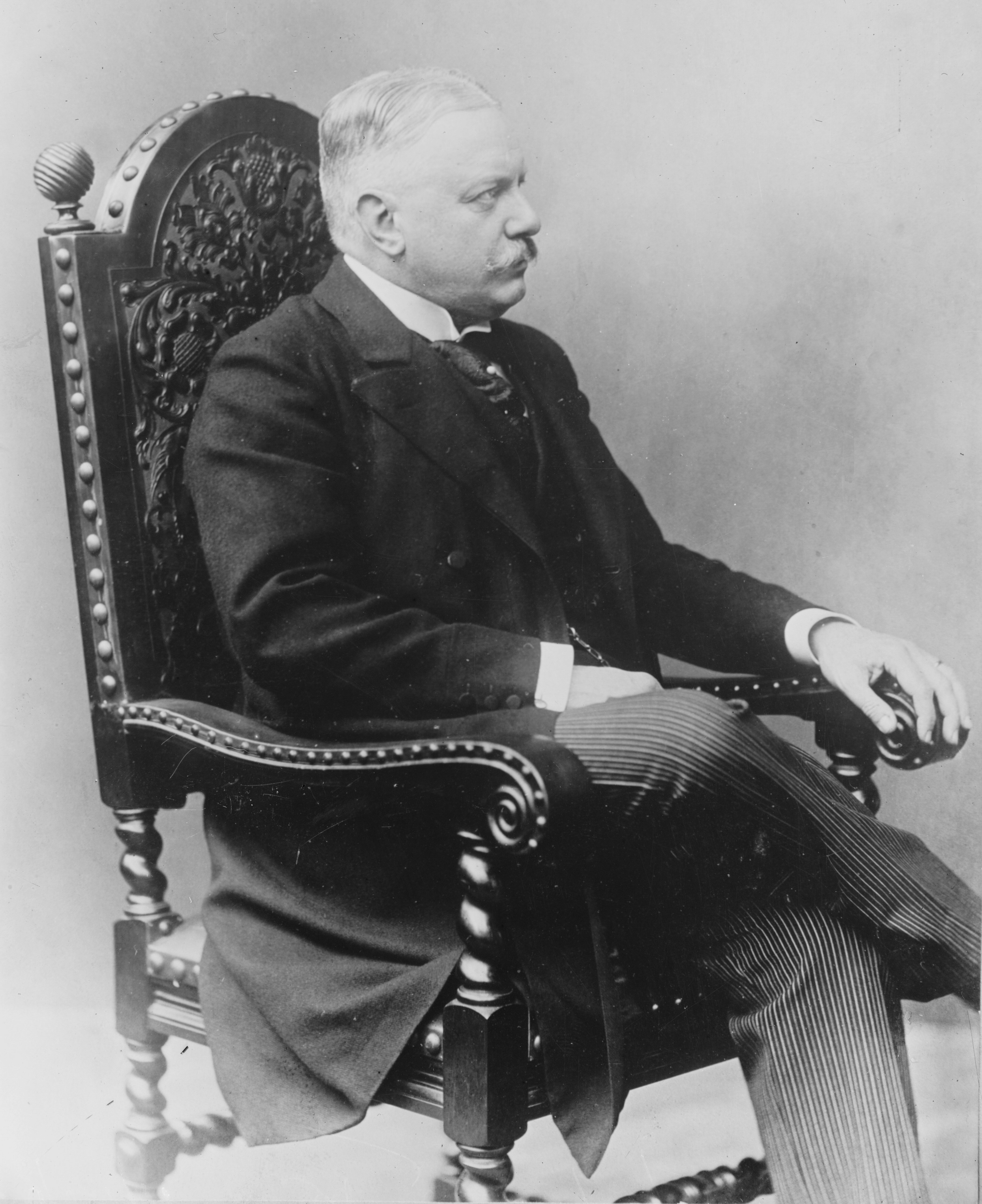
Bernhard von Bülow

## SzefowieKabinettsministerium(do 1808)
- Friedrich Ernst von Inn und Knyphausen 1718?–1730
- Heinrich von Podewils 1730–1749
- Karl Wilhelm Finck von Finckenstein 1749–1800
- Ewald Friedrich von Hertzberg 1768–1791

## Ministrowie spraw zagranicznych Prus, 1808–1918
- August Friedrich Ferdinand Goltz 1808–1814
- Karl August von Hardenberg 1814–1818
- Christian Günther von Bernstorff 1818–1832
- Friedrich Ancillon(inne języki) 1832–1837
- Heinrich Wilhelm Werther 1837–1841
- Mortimer Maltzan 1841–1842
- Heinrich von Bülow(inne języki) 1842–1845
- Karl Ernst Wilhelm von Canitz und Dallwitz(inne języki) 1845–1848
- Adolf Heinrich Arnim-Boitzenburg 1848
- Heinrich Alexander von Arnim(inne języki) 1848
- Alexander von Schleinitz(inne języki) 1848
- Rudolf von Auerswald 1848
- August Hermann von Dönhoff 1848
- Friedrich Wilhelm von Brandenburg 1848
- Franz Eichmann 1848–1849
- Heinrich Friedrich von Arnim-Heinrichsdorff(inne języki) 1849–1850
- Josef Maria von Radowitz 1850
- Otto Theodor von Manteuffel 1850–1858
- Alexander von Schleinitz(inne języki) 1858–1861
- Albrecht von Bernstorff(inne języki) 1861–1862
- Otto von Bismarck 1862–1890
- Leo von Caprivi 1890–1894
- Adolf Hermann von Bieberstein 1894–1897
- Bernhard von Bülow 1897–1909
- Theobald von Bethmann Hollweg 1909–1917
- Georg Michaelis 1917
- Georg von Hertling 1917–1918
- ks. Maksymilian Badeński 1918